# Carla Zambelli
Carla Zambelli Salgado de Oliveira (Ribeirão Preto, 3 luglio 1980) è una politica brasiliana e attivista di estrema destra.
È stata tra le fondatrici del movimento Nas Ruas,acquisendo visibilità pubblica nei primi anni 2010 per la sua partecipazione al gruppo femminista Femen. In seguito, si è avvicinata a posizioni politiche di orientamento ultraconservatore e di destra radicale in Brasile. Alle elezioni generali del 2018, è stata eletta deputata federale per lo stato di San Paolo, rappresentando il Partito Social Liberale (PSL)

## Biografia
È nata il 3 luglio 1980 a Ribeirão Preto, nello stato di San Paolo, in Brasile.
Nel luglio 2016, durante una manifestazione organizzata dal gruppo Nas Ruas, è stata utilizzata una bambola gonfiabile raffigurante una caricatura del giudice della Corte Suprema Ricardo Lewandowski, fatto che ha suscitato reazioni critiche da parte della magistratura. In risposta, la Corte Suprema Federale ha inviato una comunicazione al direttore generale della Polizia Federale, Leandro Daiello, sollecitando l'adozione di provvedimenti nei confronti dei responsabili. Carla Zambelli è stata citata come presunta organizzatrice della manifestazione.
Nel 2017 ha dichiarato di sostenere l'ideale monarchico, dopo aver avuto contatti con membri della famiglia imperiale brasiliana. Ha espresso opposizione alle politiche di azione affermativa, ad eccezione di quelle rivolte a persone con disabilità.
Nell’aprile 2022 ha reso noto di essere impegnata nella raccolta di sostegni per una proposta di amnistia in favore del collega parlamentare Daniel Silveira.

### Elezione a deputata
Alle elezioni generali del 2018 è stata eletta deputata federale per lo stato di San Paolo con il Partito Social Liberale (PSL). Ha affermato che la sua attività parlamentare si concentrerà principalmente sulla lotta alla corruzione, basandosi su tre principi guida: "meno Stato, più giustizia e vera istruzione".
Il 25 agosto 2022 è stata selezionata dal pubblico come miglior deputata nella categoria "Migliore della Camera" nell’ambito del premio Congresso em Foco. Il 2 ottobre 2022 è stata rieletta deputata federale, risultando la seconda candidata più votata nello stato di San Paolo e la terza a livello nazionale.

### La condanna e la fuga in Italia
Il 3 giugno 2025, venti giorni dopo essere stata condannata a dieci anni di reclusione per il suo coinvolgimento nell'attacco informatico al sistema online del Consiglio Nazionale di Giustizia, Carla Zambelli ha pubblicato un video in cui annunciava di aver lasciato il Brasile pochi giorni prima e di aver rinunciato al proprio mandato parlamentare. In tale comunicazione, ha dichiarato di essersi trasferita in Italia, affermando di essere "intoccabile" in quanto cittadina italiana.
Nello stesso giorno, la Procura generale della Repubblica ha richiesto la sua detenzione preventiva e l'inserimento del suo nome nella lista rossa dell'Interpol. In seguito, il deputato italiano Angelo Bonelli ha commentato pubblicamente la vicenda, precisando che la cittadinanza italiana della Zambelli non la esonerava dal rispetto delle leggi italiane né dagli obblighi derivanti dall'accordo di estradizione in vigore tra Italia e Brasile.
La sera del 5 giugno 2025, la Camera dei Deputati brasiliana ha approvato una richiesta di congedo di 127 giorni presentata dalla Zambelli. Durante la sua assenza, il seggio è stato temporaneamente occupato dal deputato Colonnello Tadeu.
Il 29 luglio 2025, il Ministero della Giustizia ha annunciato che Carla Zambelli era stata arrestata a Roma durante un'operazione condotta dalla polizia italiana nell'appartamento in cui risiedeva. In un comunicato ufficiale, il suo ufficio ha affermato che la deputata si era consegnata volontariamente alle autorità. Tale versione è stata smentita dalla Polizia Federale brasiliana, dallo stesso Ministero della Giustizia e dal deputato Bonelli, il quale ha dichiarato di aver fornito l'indirizzo della parlamentare alle autorità italiane.